# Rocka Rolla (singolo)
Rocka Rolla è il primo singolo del gruppo musicale heavy metal britannico Judas Priest, che venne pubblicato nell'agosto del 1974 e poco più tardi divenne il titolo del loro primo album. Questa canzone venne suonata dal vivo all'Old Grey Whistle Test.
La canzone contiene un piccolo assolo suonato dai chitarristi K.K. Downing e Glenn Tipton, così come una parte d'armonica suonata da Rob Halford. Questo rimane l'unico album dei Judas Priest in cui fa la comparsa un'armonica.